# Strigoi (Band)
Strigoi ist eine englische Death-Metal- und Crustcore-Band aus Suffolk und Yorkshire, die 2018 gegründet wurde.

## Geschichte
Nachdem der Gitarrist und Sänger Gregor Mackintosh (Paradise Lost) sein vorheriges Projekt Vallenfyre nach der Veröffentlichung der geplanten drei Alben im Jahr 2018 beendet hatte, gründete er Strigoi ein paar Tage nach dem letzten Vallenfyre-Konzert im September 2018. Ihren Namen bezieht die Band von den gleichnamigen Wesen aus der rumänischen Mythologie. Als Bassist stieß kurze Zeit später Chris Casket hinzu, der schon bei Vallenfyre mit Mackintosh zusammengearbeitet hatte. Im August 2019 unterzeichnete die Gruppe einen Plattenvertrag bei Nuclear Blast, worüber im November das Debütalbum Abandon All Faith erschien. Hierauf ist der Paradise-Lost-Schlagzeuger Waltteri Väyrynen zu hören, wobei dieser kein permanentes Mitglied ist. Das Album war von Januar bis März 2019 in Mackintoshs Black Planet Studio aufgenommen worden. Es folgten Auftritte, bei denen der Schlagzeuger Guido Zima Montanarini und der Gitarrist Sam Kelly-Wallace (ex-Vallenfyre) aushalfen.

## Stil
Andreas Schiffmann vom Rock Hard stellte in seiner Rezension zu Abandon All Faith fest, dass hierauf der aus Death Metal und Crustcore bestehende Stil von Vallenfyre größtenteils weitergeführt wird. Der Unterschied zwischen beiden Bands sei gering, da beiden ein „eisiger Sound“ und eine „rabenschwarze Atmosphäre“ innewohne. Es seien dabei zudem klangliche Parallelen zu Doom, frühen Amebix und Bolt Thrower vorhanden. Die Musik sei zwar nicht originell, jedoch intensiv und unterhaltsam. Im Interview in derselben Ausgabe gab Mackintosh bei Schiffmann an, dass Strigoi ursprünglich mehr Richtung Doom Metal gehen sollte, ehe sich seine Einstellung dazu beim Schreiben des Albums geändert habe. Bei Strigoi sei jedoch nicht er, sondern Chris Casket für die Texte verantwortlich. Hierin gehe es hauptsächlich um Religion, aber auch um Themen wie Politik oder der Serienmörder Ion Rîmaru würden aufgegriffen. Petra Schurer vom Metal Hammer rezensierte das Album ebenfalls und befand, dass es hauptsächlich im Death Metal einzuordnen ist. Gemeinsamkeiten zu Paradise Lost seien vorhanden und Songs würden auch gelegentlich Elemente aus dem Punk oder Doom Metal aufweisen. Tom Lubowski vom Metal Hammer rezensierte Viscera und befand, Strigoi seien "majestätisch und unbändig-rüpelhaft zugleich" und würden sich auf dem Album erneut "quälend langsamen, druckvollen Gitarren-Riffs und Tiefton-Vocals" widmen. Er hob speziell die stilistische Bandbreite von Crust- und Groove-Einflüssen der Band hervor und lobte die "herrlich unverbraucht[e] und "penibel austariert[e]" Stil-Kombination. Lubowski vergab 5 von 7 Punkten.

## Diskografie
- 2019: Phantoms (Single, Nuclear Blast)
- 2019: Nocturnal Vermin (Single, Nuclear Blast)
- 2019: Abandon All Faith (Album, Nuclear Blast)
- 2022: Viscera (Album, Season of Mist)